# رودخانه مردق
رودخانه مردق نام رودی است که در استان آذربایجان شرقی و شمال غربی ایران قرار دارد.
رودخانه مردوق در اصطلاح محلی مُردی چای یا موردو چای نامیده می‌شود. این رودخانه با طول تقریبی ۱۰۰ کیلومتر از دامنه‌های جنوبی کوه سهند سرچشمه می‌گیرد و پس از گذر از شهرستان‌های مراغه و ملکان به زرینه رود پیوسته و در نهایت به دریاچه ارومیه سرازیر می‌شود.
بستر رودخانه مردق که حجم آب سالیانه آن ۱۰۷ میلیون متر مکعب است از دوران سوم زمین‌شناسی به یادگار مانده و به همین علت این رودخانه از اهمیت پژوهشی در مطالعات زمین‌شناسی و فسیل‌شناسی دوران سوم زمین‌شناسی برخوردار است.

## نگارخانه

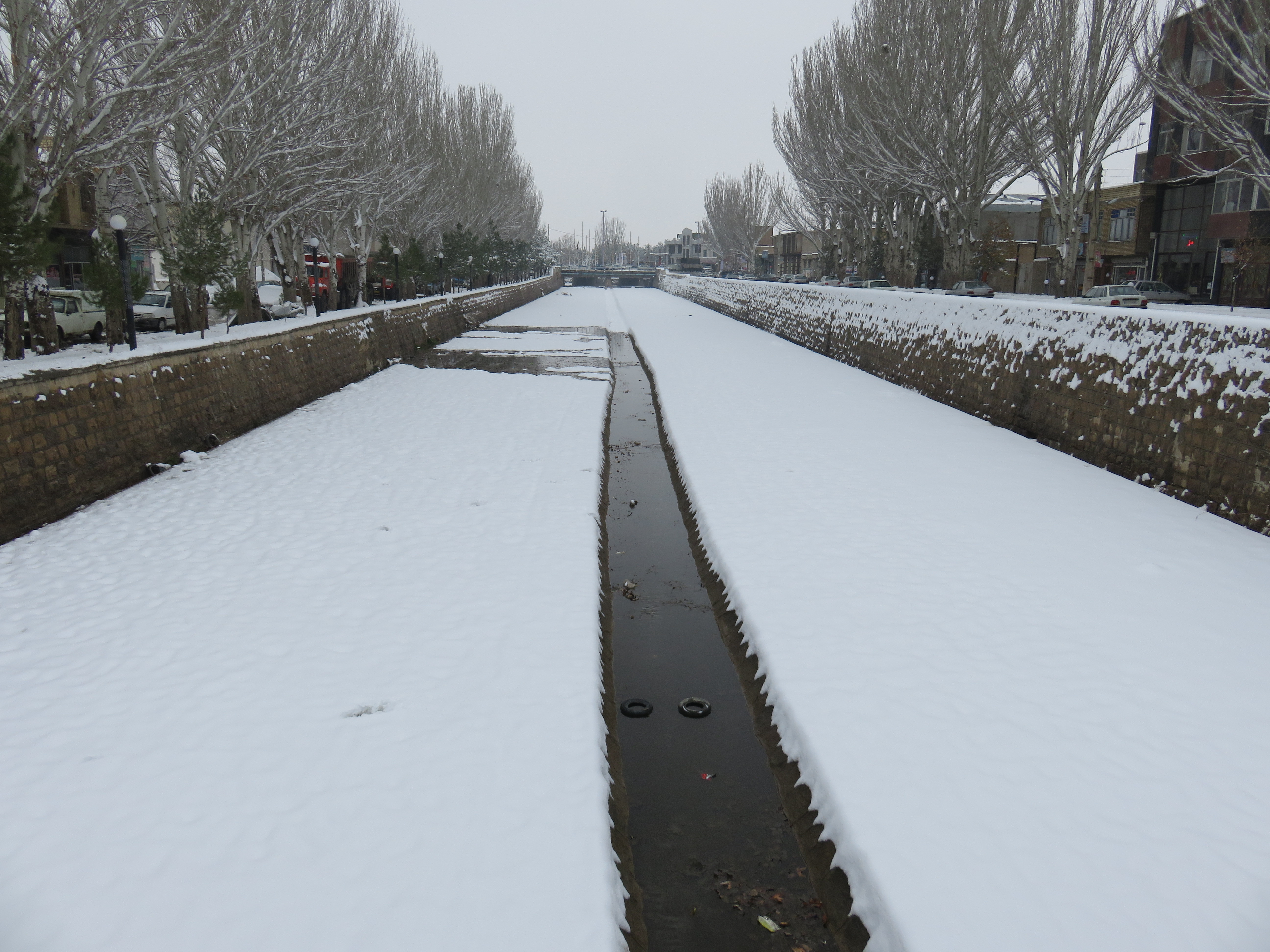
رودخانه مردق در زمستان
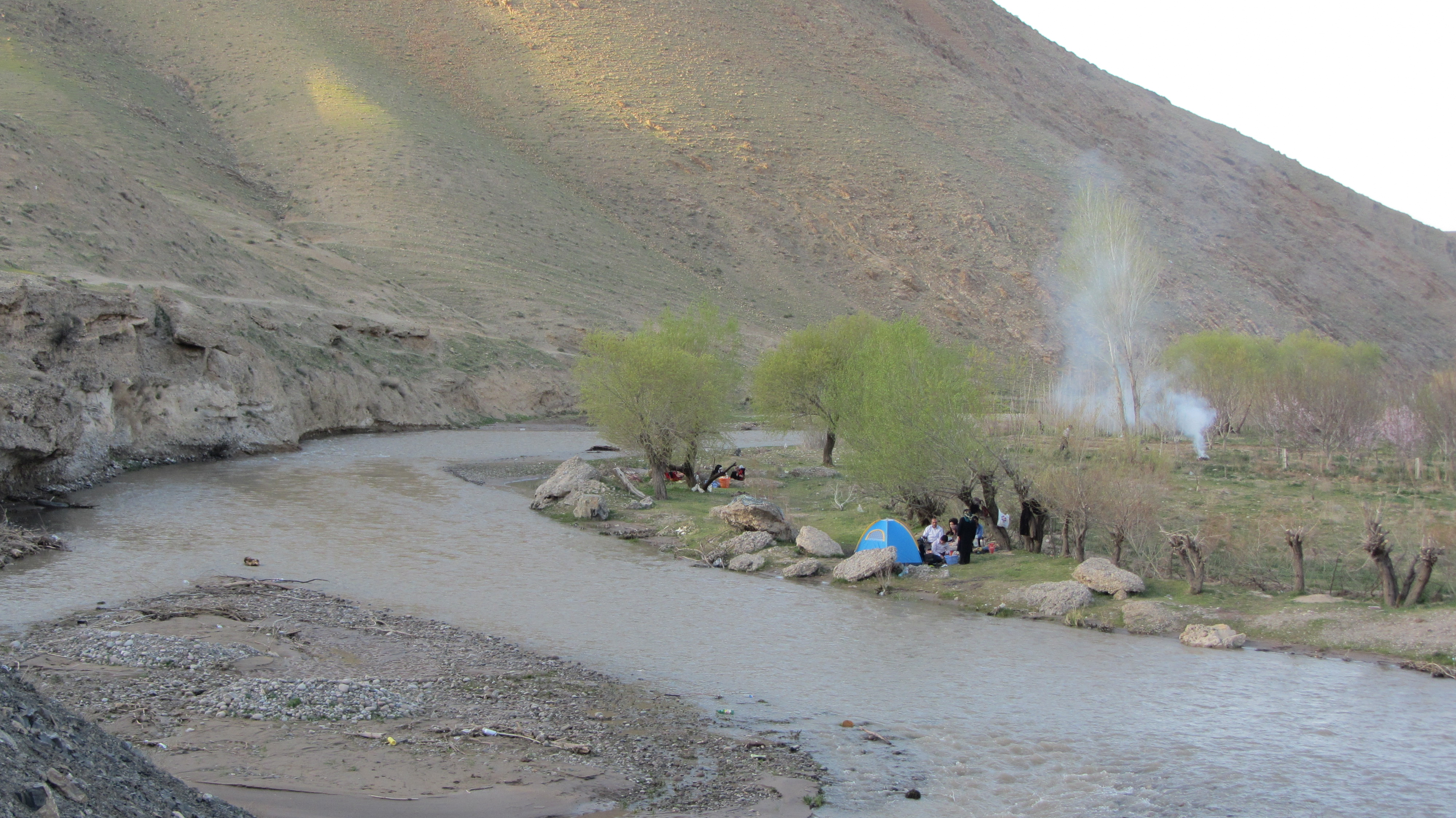
رودخانه مردق در روز سیزده بد
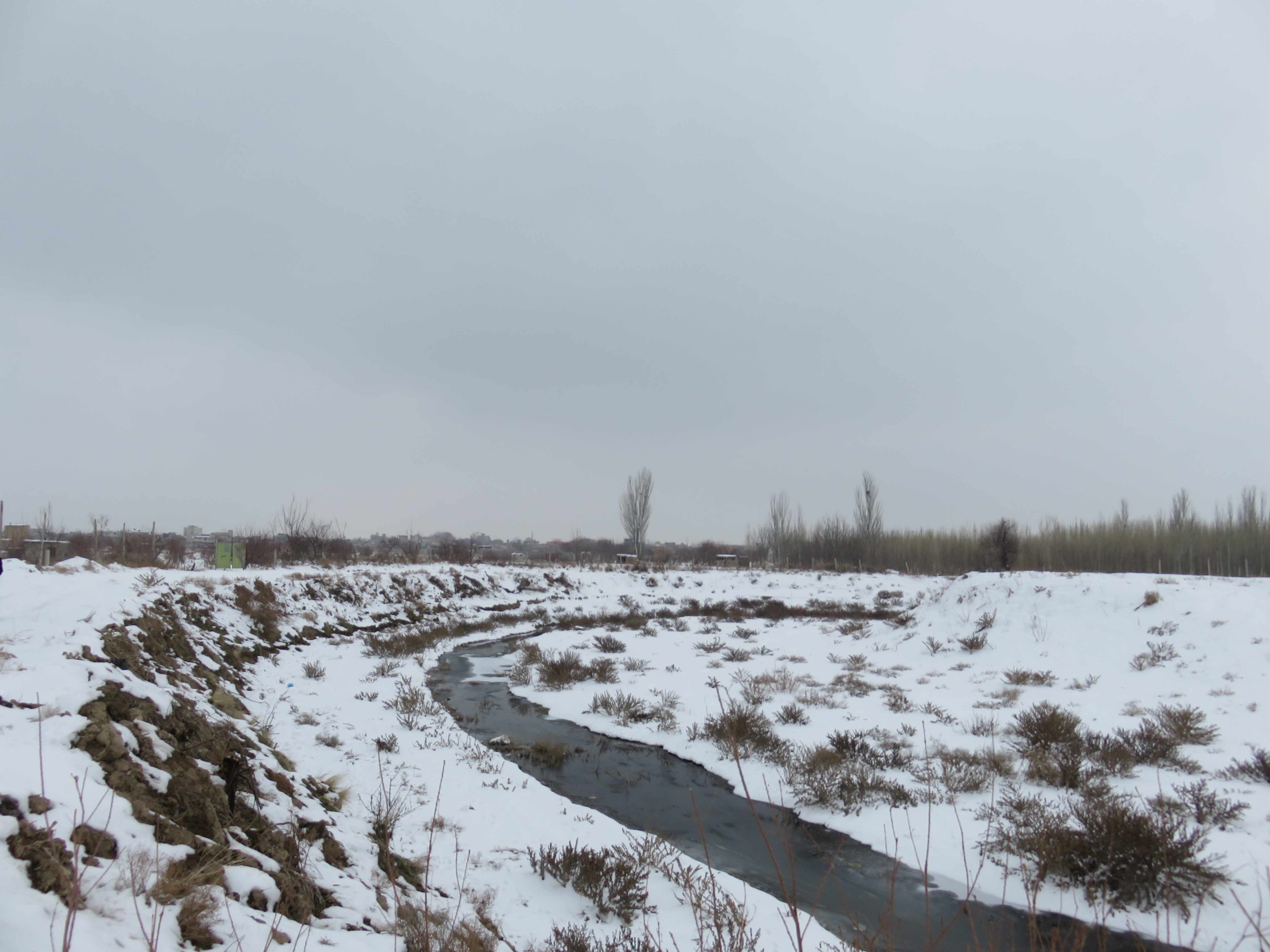
رودخانه مردق در زمستان
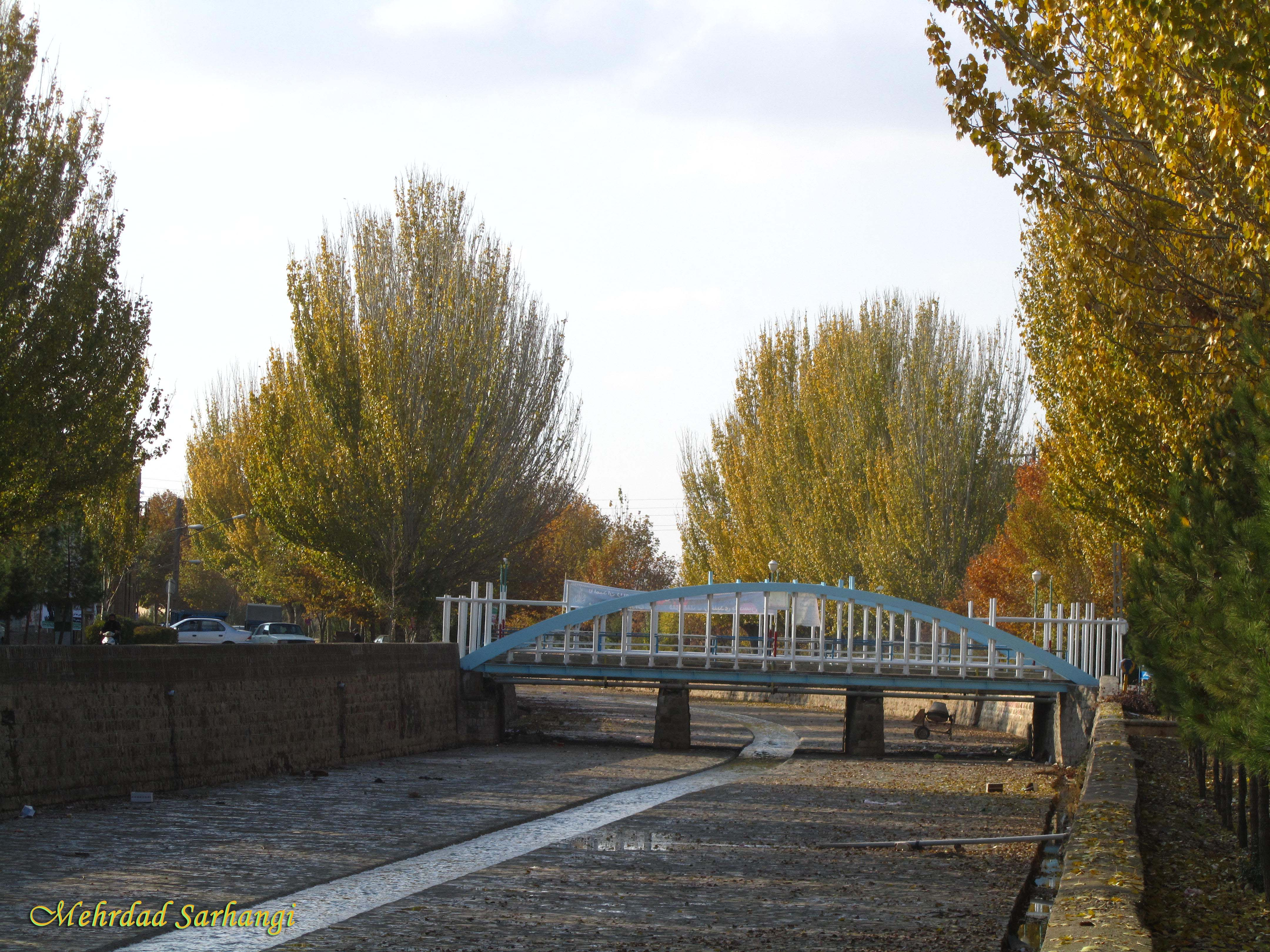
رودخانه مردق
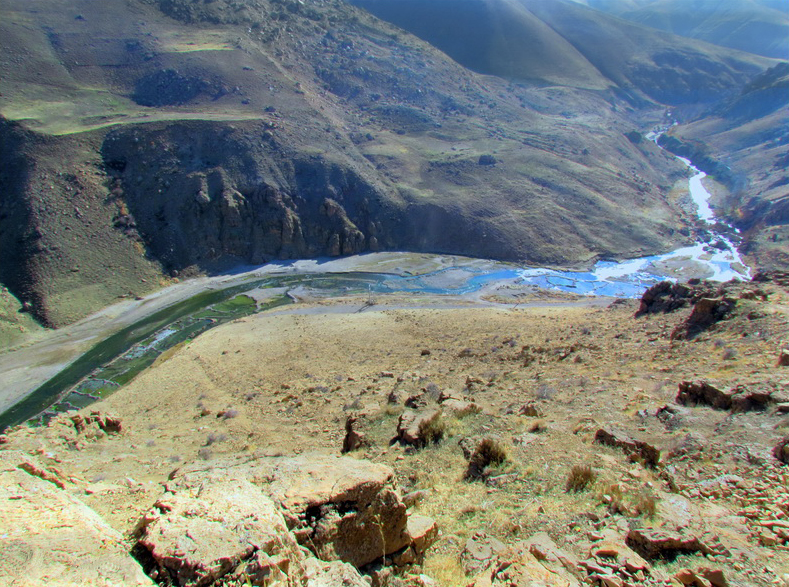
موردی چایی
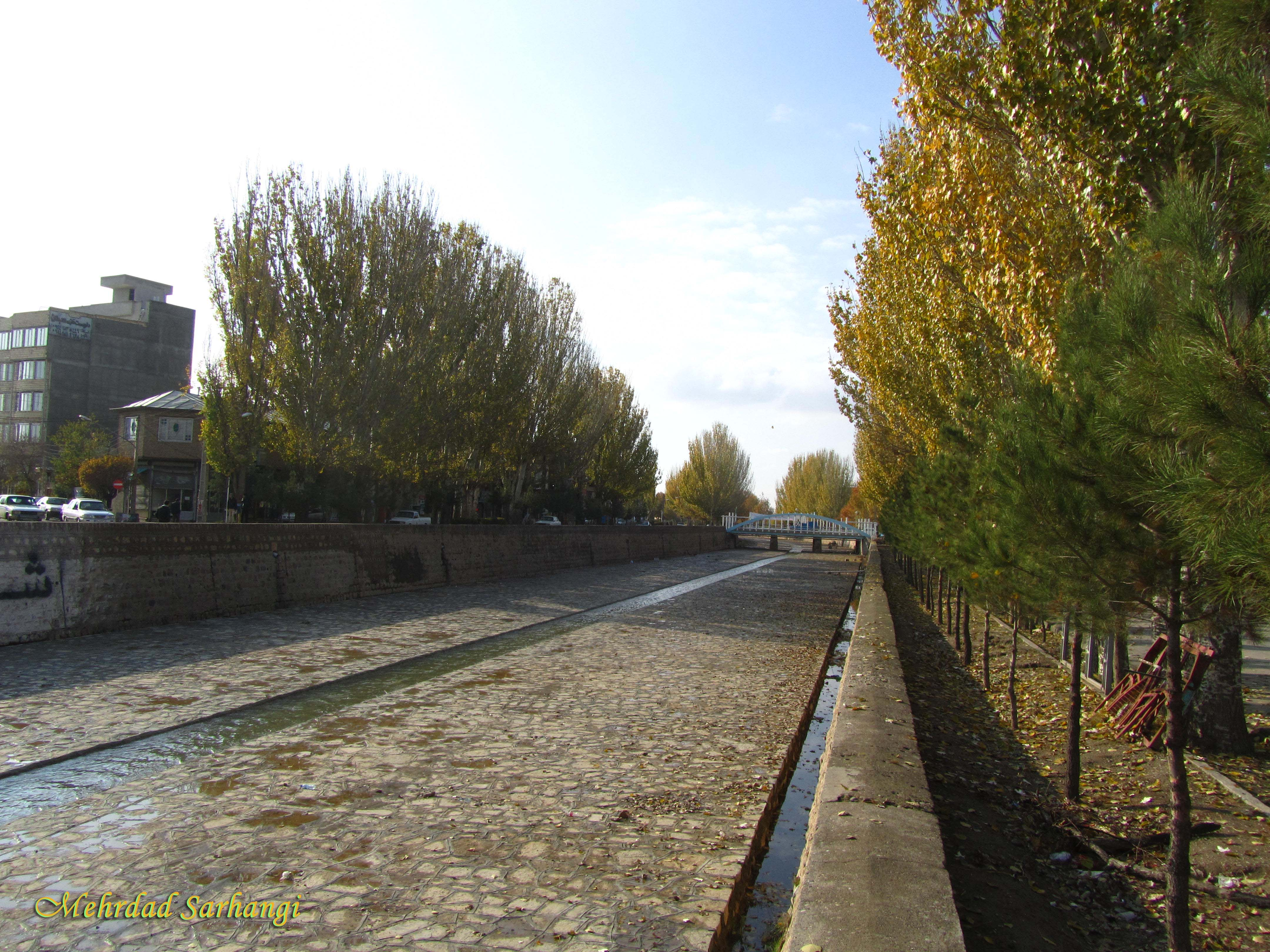
رودخانه مردق
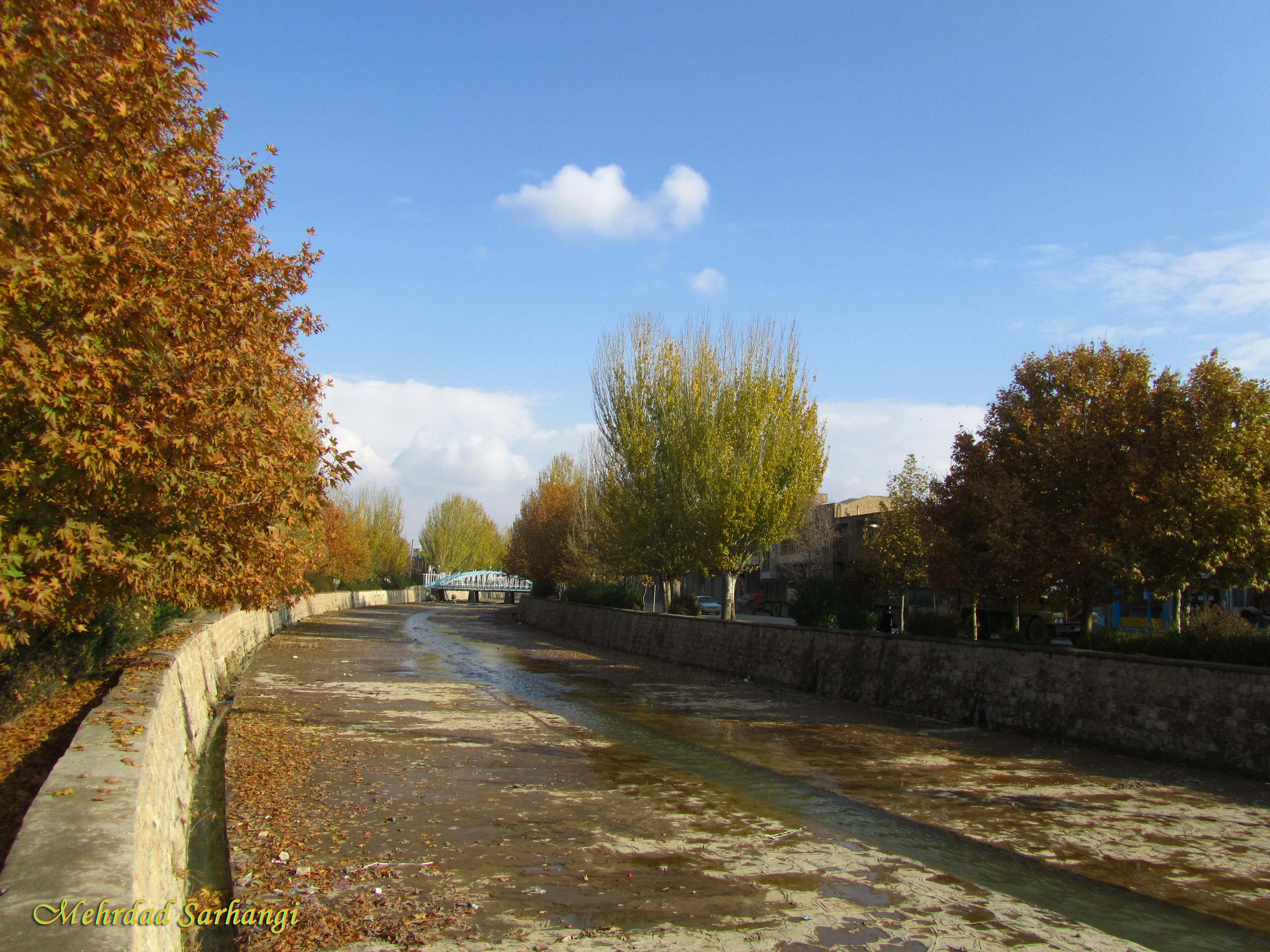
مردی چایی
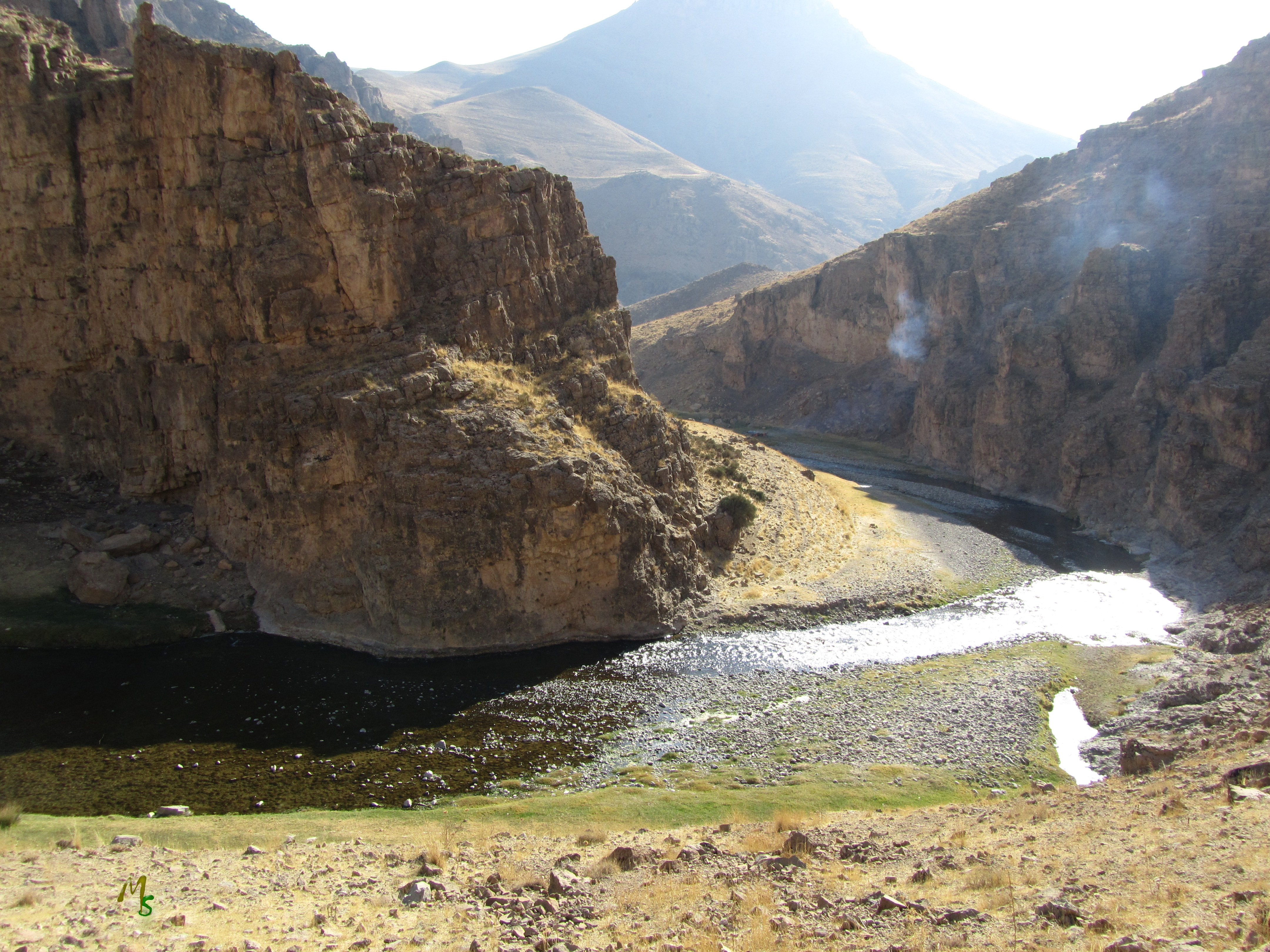
رودخانه مردق